# Micromyrtus striata
Micromyrtus striata är en myrtenväxtart som beskrevs av John William Green. Micromyrtus striata ingår i släktet Micromyrtus och familjen myrtenväxter. Inga underarter finns listade i Catalogue of Life.